# Берсе
Берсе (фр. Bersée) насеље је и општина у североисточној Француској у региону Север-Па д Кале, у департману Север која припада префектури Лил.
По подацима из 2011. године у општини је живело 2.255 становника, а густина насељености је износила 206,31 становника/km². Општина се простире на површини од 10,93 km². Налази се на средњој надморској висини од 55 метара (максималној 61 m, а минималној 27 m).

## Демографија
| 1962. | 1968. | 1975. | 1982. | 1990. | 1999. | 2011. |
| ----- | ----- | ----- | ----- | ----- | ----- | ----- |
| 1.514 | 1.520 | 1.570 | 1.806 | 1.989 | 2.120 | 2.255 |

График промене броја становника у току последњих година